# Diplopterygium volubile
Diplopterygium volubile là một loài dương xỉ trong họ Gleicheniaceae. Loài này được Jungh. Nakai mô tả khoa học đầu tiên năm 1950.